# Standbeeld van Domela Nieuwenhuis

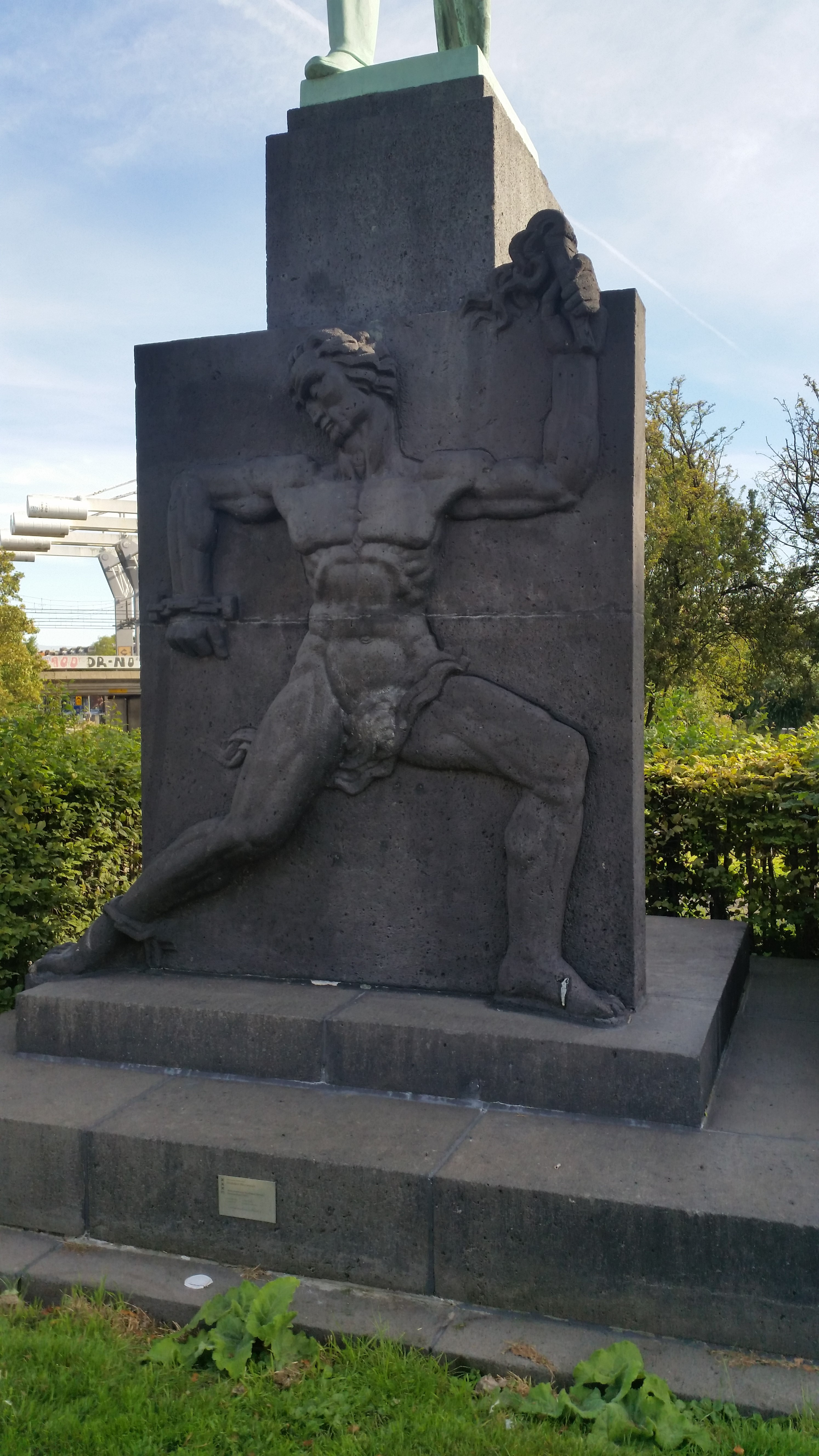
Prometheus (september 2019)

Het standbeeld van Domela Nieuwenhuis is een kunstwerk in Amsterdam-West, Spaarndammerbuurt.
Het beeld is een gevolg van de plaatsing van het Monument Indië-Nederland, in het verleden het Van Heutzmonument. Toen de Vereeniging van Werklieden aan de Electriciteitsbedrijven te Amsterdam hoorde dat er voor deze generaal een standbeeld kwam, kaartte zij dat aan bij de Nederlandse Syndicalistische Federatie van Overheidspersoneel en op een vergadering in juni 1928 werd besloten tot oprichting van een comité voor een standbeeld van de socialist Ferdinand Domela Nieuwenhuis. De beeldhouwer Johan Polet had in 1928 een maquette klaar. De omschrijving zoals deze gegeven werd in De Telegraaf komt echter niet overeen met hoe het er uit zou zien bij oplevering. Collegakunstenaar en kunstcriticus Kasper Niehaus had al in dat artikel enige kritiekpunten geleverd; het zou te tam zijn. Een jaar later was Polet nog niet echt verder. Hij mocht vanuit de commissie, waarin  Hendrik Petrus Berlage, Richard Roland Holst en Joseph Mendes da Costa zitting hadden, een nieuwe maquette maken op een schaal van 1:5. Er was een verschil van mening hoe Ferdinand Domela Nieuwenhuis afgebeeld moest worden. De “vereerders” van Domela Nieuwenhuis zagen in de voorgaande voorstellen zijn strijdbaarheid niet terug. Dat ontwerp kreeg een wat actiever uiterlijk en Polet ging er vervolgens aan werken. In augustus 1931 werd het standbeeld op de sokkel getakeld om op 29 augustus 1931 door de weduwe onthuld te worden in het bijzijn van tienduizenden arbeiders uit het gehele land, die het monument zelf meegefinancierd hadden. Er was onvoldoende plaats, zodat sommigen de onthulling vanaf de tegenoverliggende kade van de Singelgracht moesten bijwonen. Men vreesde voor rellen en er waren oproepen tot stilte. Het was destijds landelijk nieuws.
Het beeld bestaat uit drie delen. Op de sokkel (en ook buitenskaders) is in basalt een beeltenis weergegeven van een geketende Prometheus met toorts; Prometheus stal het vuur van de goden en gaf het aan de mensen. Daar boven staat een bronzen Domela Nieuwenhuis als houdende een vlammend betoog. Het is een samenvoeging van twee stijlen binnen het werk van Polet. Prometheus is expressionistisch; het standbeeld classicistisch. Het derde deel is een plaquette aan de achterzijde met de tekst:
1846-1919
Ferdinand Domela
Nieuwenhuis
Dit monument werd in 1931 
onthuld ter herinnering aan
den grondlegger van het
vryheidslievend socialisme
in Nederland
wiens machtige leuze
-Recht voor allen-
de verdrukten tot
gerechtvaardigen stryd
wekte
Een broer van de overledene merkte op dat Domela Nieuwenhuis een dergelijk werkmansjasje nooit zou hebben gedragen en dat hij die strijdhouding bij zijn broer ook niet had gezien.   
Het beeld staat vanaf de onthulling op de gezamenlijke kademuur tussen de Willemsbrug en de Mirakelbrug behorend tot het Nassauplein. 